# Нижньоберезівська сільська рада
| Нижньоберезівська сільська рада — колишній орган місцевого самоврядування у Косівському районі Івано-Франківської області з адміністративним центром у с. Нижній Березів. Водоймища на території, підпорядкованій даній раді: річка Лючка. Сільській раді підпорядковані населені пункти: - с. Нижній Березів |

## Склад ради
Рада складається з 16 депутатів та голови.

### Керівний склад ради
| ПІБ                        | Основні відомості                                            | Дата обрання | Дата звільнення |
| -------------------------- | ------------------------------------------------------------ | ------------ | --------------- |
| Іванків Михайло Матвійович | Сільський голова, 1956 року народження, освіта, безпартійний | 26.03.2006   | 31.10.2010      |
| Іванків Михайло Матвійович | Сільський голова, 1956 року народження, освіта, безпартійний | 31.10.2010   |                 |

Примітка: таблиця складена за даними джерела